# Konstantin Hank
Konstantin Hank (* 18. Juni 1907 in Wiesenstetten bei Horb am Neckar; † 19. März 1977 in Schramberg) war ein deutscher Politiker (CDU).

## Leben
Nach dem Besuch des humanistischen Gymnasiums in Rottweil studierte Hank in Tübingen, Bonn und Berlin Jura und legte 1931 das erste und 1934 das zweite Staatsexamen ab. Kurze Zeit war er im Reichsfinanzdienst tätig und  wurde dann Landgerichtsrat in Ellwangen. Im Zweiten Weltkrieg war er Hauptmann in einem Infanterieregiment der 6. Armee und wurde zweimal verwundet.
Nach dem Krieg war Hank zunächst Landgerichtsrat in Horb am Neckar und von 1947 bis 1954 freier Anwalt. Am 19. September 1954 wurde er zum Bürgermeister der Stadt Schramberg gewählt. In seine Amtszeit fallen wichtige Erschließungs- und Baumaßnahmen, so der Neubau des Städtischen Krankenhauses (später Kreiskrankenhaus), des Gymnasiums und des Altersheims. Nach der Eingemeindung Waldmössingens 1971 wurde Schramberg 1972 Große Kreisstadt, und Hank war von 1972 bis 1974 erster Oberbürgermeister der Stadt Schramberg.
Konstantin Hank erlangte internationale Bekanntheit, weil er in den 1950er Jahren die ersten Städtepartnerschaften mit belgischen und französischen Gemeinden initiierte. Das war in der jungen Bundesrepublik Deutschland ein damals „ungeheurer Vorgang“.
Hank war seit Studientagen Mitglied der katholischen Studentenverbindung KStV Alamannia Tübingen im KV. 1963 wurde er von Kardinal-Großmeister Eugène Tisserant zum Ritter des Ritterordens vom Heiligen Grab zu Jerusalem ernannt und am 4. Mai 1963 im Konstanzer Münster durch Lorenz Kardinal Jaeger, Großprior des Ordens, investiert.

## Ehrungen und Auszeichnungen
- Ehrenbürger der Stadt Schramberg
- Verdienstkreuz 1. Klasse der Bundesrepublik Deutschland (1972)
- Straßenname Dr. Konstantin Hank Straße in Schramberg